# Nele Deyaert
Nele Deyaert (Beveren, 13 novembre 1979) è un'ex cestista belga.
Alta 186 cm, giocava come ala.

## Carriera
Con il Belgio ha disputato due edizioni dei Campionati europei (2003, 2007).